# SBB Fc 2x3/3
Fc 2x3/3 12200 war bis zum Mai 1920 die Bezeichnung einer elektrischen Lokomotive der Schweizerischen Bundesbahnen (SBB). Seither wurde sie als Ce 6/6 14101 bezeichnet.

## Geschichte
Die Lokomotive wurde 1912 bei Siemens-Schuckert für die schwedische Malmbanan (Kiruna-Riksgränsen) bestellt, wurde aber wegen des Ersten Weltkrieges vom Besteller nicht abgenommen. Die SBB kauften die Lokomotive 1919, sie wurde 1937 ausrangiert und abgebrochen.
Wegen des an eine mechanische Sägerei erinnernden Geräusches, das die langsamlaufenden Motoren erzeugten, bekam die Lokomotive den Spitznamen Röthenbachsäge. Beim Namensgeber handelte es sich um eine Sägerei bei Röthenbach im Emmental.
Die Lokomotive wurde früh ausrangiert, weil sie ein Einzelstück war und hohe Unterhaltskosten verursachte.

## Technik
Bei der Fc 2x3/3 handelte es sich um eine Doppellokomotive, die aus zwei identischen Lokhälften bestand, die fest miteinander verbunden waren. Jede Lokhälfte besass einen grossen Motor und einen Transformator mit allen notwendigen Steuerteilen. Der Motor befand sich hinter dem Führerstand und trieb über eine Stange die Blindwelle an. Diese wiederum trieb über Stangen die drei in einem Innenrahmen gelagerten Achsen an. Der Antrieb erfolgte also direkt, ohne irgendwelche Übersetzung. Von vorne gesehen betrug der Abstand zwischen der ersten und zweiten Achse 2000 mm, dann folgten nach 1100 mm die Blindwelle und weiteren 1100 mm die dritte Achse. Zwischen den beiden Innersten (dritten) Achsen betrug der Abstand 2530 mm. Der Gesamtachsstand betrug somit 10930 mm. Jedes Rad wurde einseitig mit einer Bremssohle gebremst, wobei jede Lokomotivhälfte einen Bremszylinder besass.

## Betriebliches
Die Lokomotive wurde die ganze Zeit überwiegend für die Beförderung von Güterzügen zwischen Bern und Thun verwendet.